# Église Saint-Cadou de Llangattock Lingoed
L'église Saint-Cadou (ou Saint-Cado ou Saint-Cadoc) est une église paroissiale du village de Llangattock Lingoed (en), dans le Monmouthshire, au pays de Galles, nation du Royaume-Uni. Elle est dédiée à saint Cadou (nom aussi graphié « Cado » ou « Cadoc »).
C'est une église de style gothique perpendiculaire. C'est un bâtiment classé de Grade I depuis le 1er septembre 1956.

## Histoire
Près du site ont eu lieu deux batailles lors du soulèvement d'Owain Glyndŵr : la bataille de Campston Hill en 1404 et la bataille de Grosmont en 1405.